# Samuel Jessurun de Mesquita

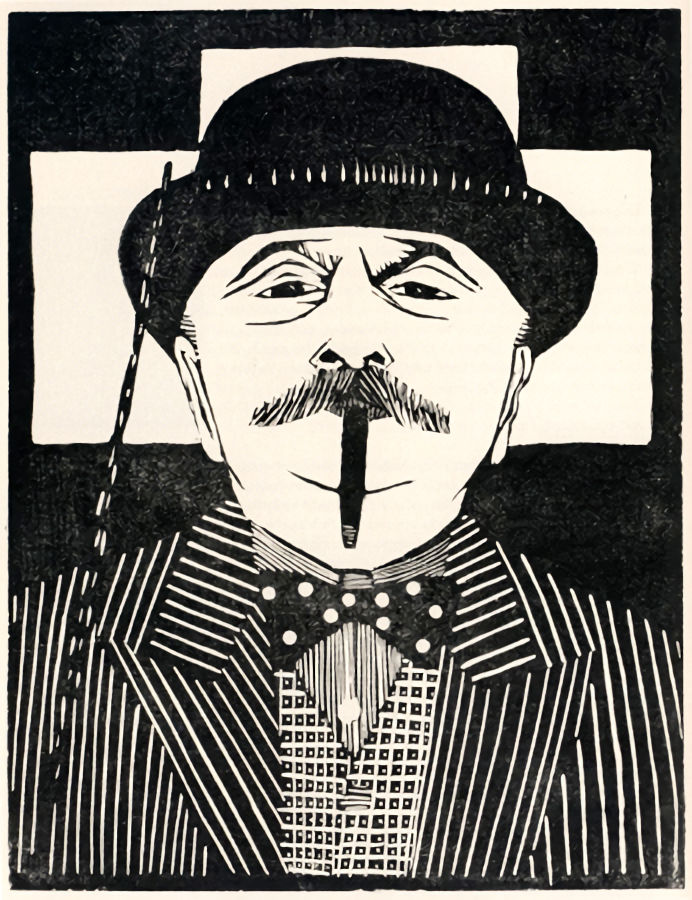
Samuel Jessurun de Mesquita

Samuel Jessurun de Mesquita (6 juin 1868 – 11 février 1944) est un artiste néerlandais. M. C. Escher fut son élève,.

## Biographie
Après avoir échoué au concours d'entrée à l'Académie royale des beaux-arts d'Amsterdam il se dirige vers une carrière pédagogique et obtient son diplôme d'enseignant en 1889. 
Il travaille principalement dans la technique de l'eau-forte, de la gravure sur bois et de la lithographie.
Le 31 janvier 1944, avec sa femme Elisabeth et son fils Jaap, il est emmené par les nazis vers Auschwitz. Sa femme et lui y sont assassinés dans une chambre à gaz quelques jours suivant leur arrivée. Leur fils Jaap périra à Theresienstadt le 20 mars 1944.

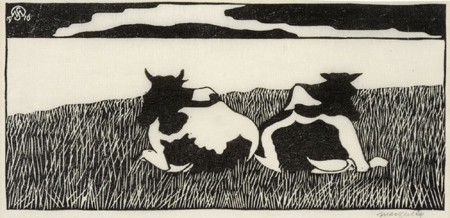
(1916)
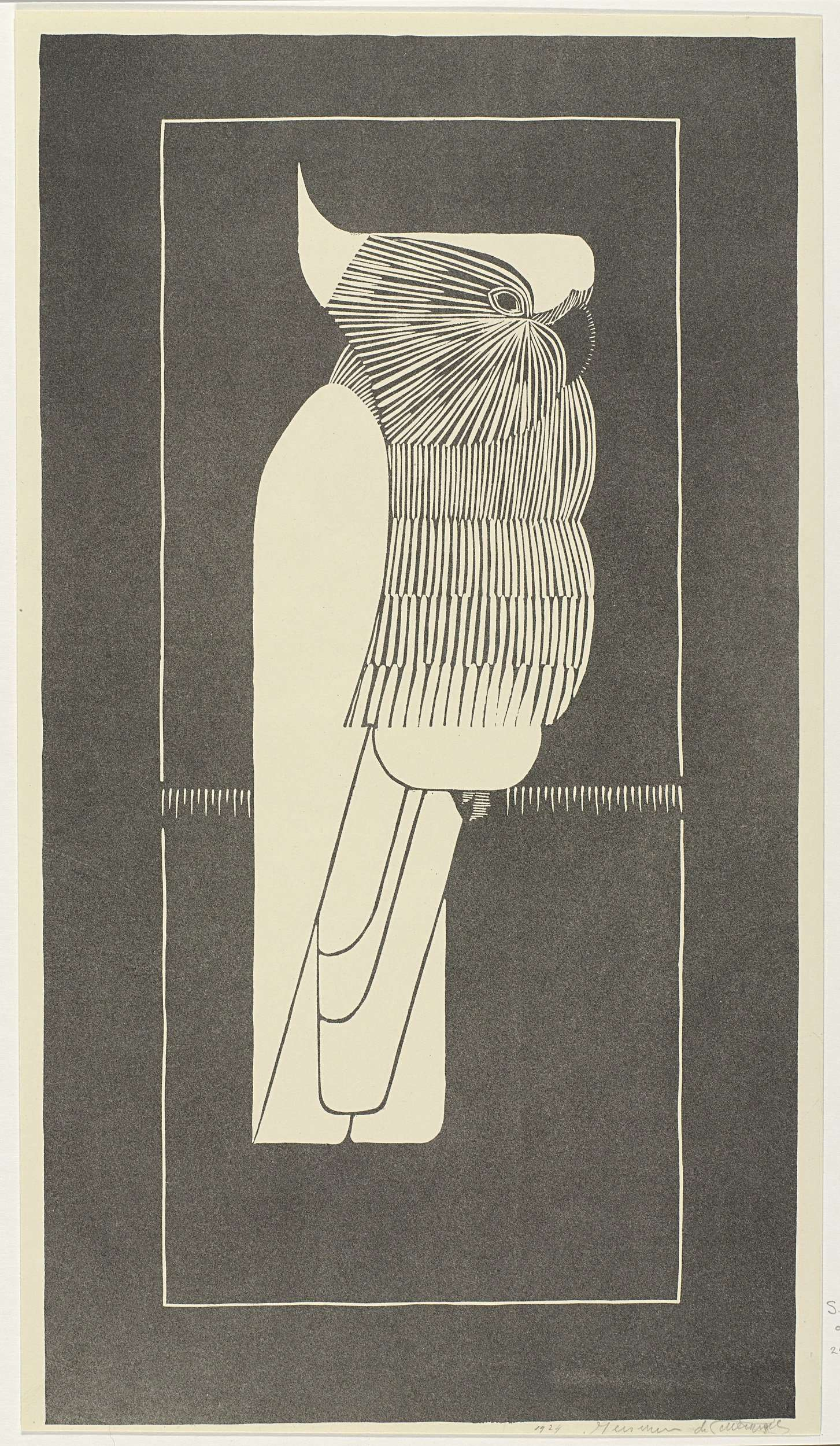
(1924)
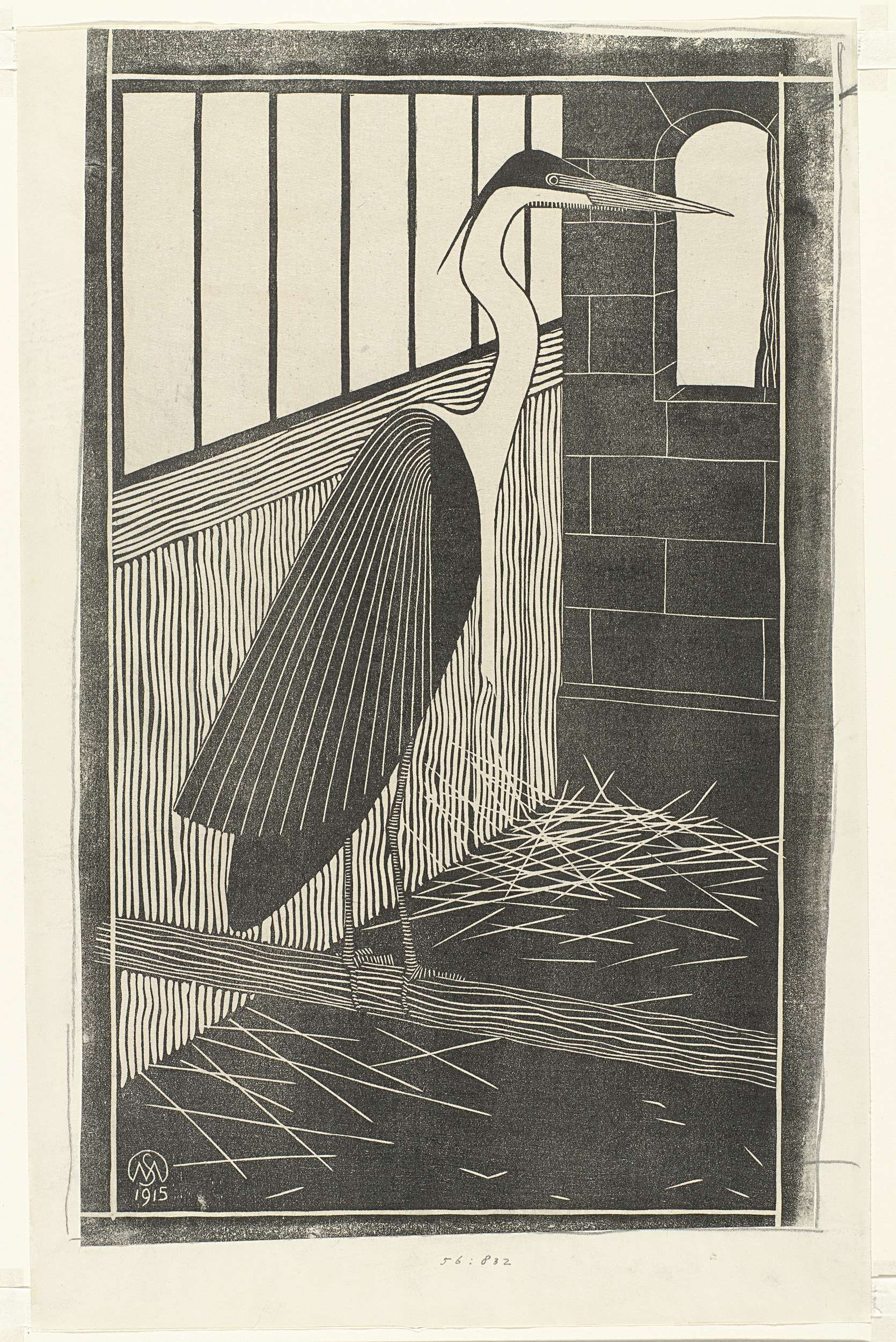
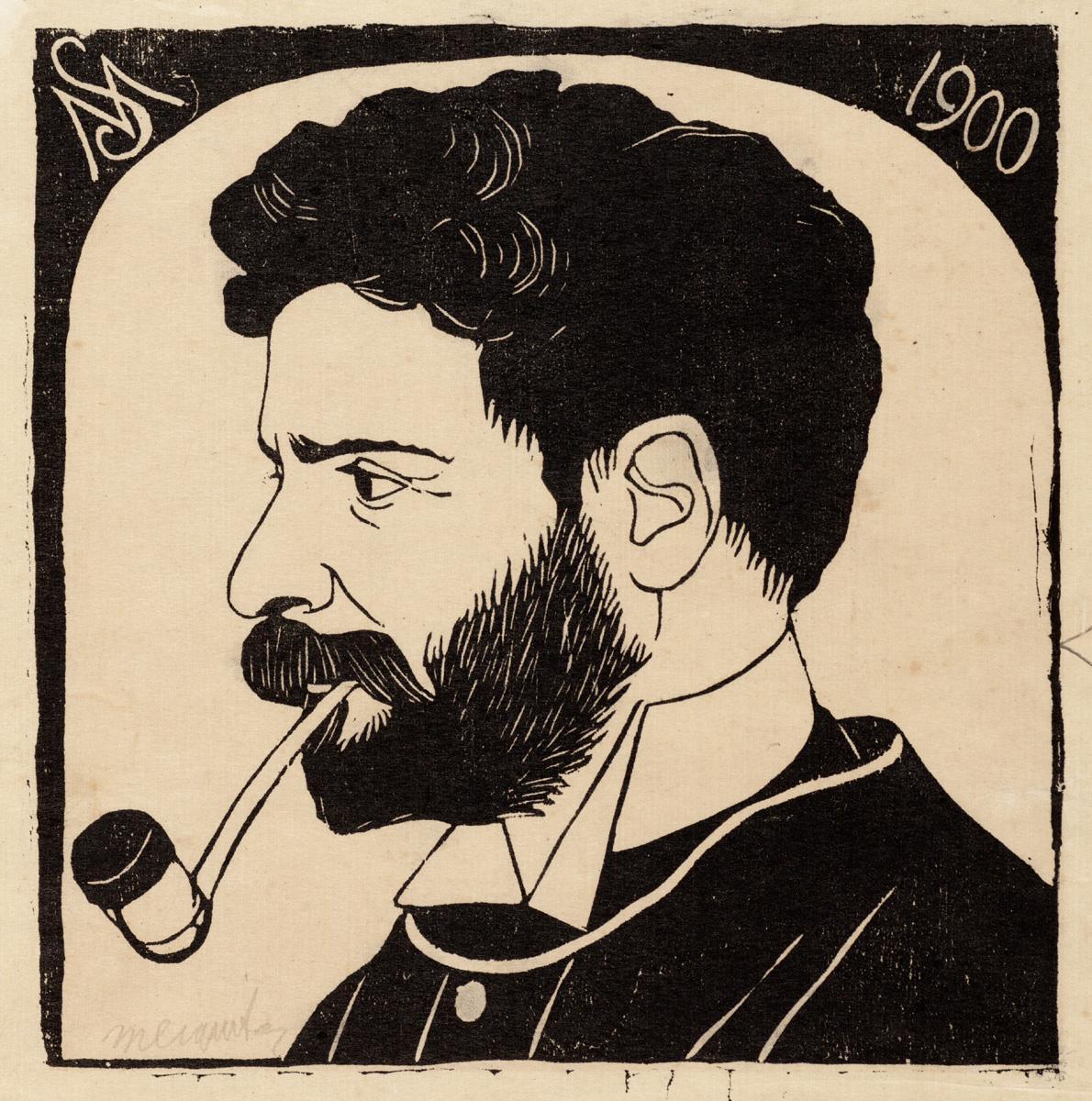
(1900)